# Lega Italiana per la Lotta ai Tumori
La Lega Italiana per la Lotta contro i Tumori (LILT) è un ente pubblico su base associativa nato a Roma nel 1922.

## Organizzazione
Persegue le proprie finalità sul territorio nazionale attraverso una rete di 106 associazioni provinciali, spesso configurate come associazioni di volontariato (come ODV e ATS)  389 ambulatori e oltre 20 000 volontari.
Dal 2000 la Lilt è presieduta dall'oncologo Francesco Schittulli, ex presidente della Provincia di Bari.

## Attività

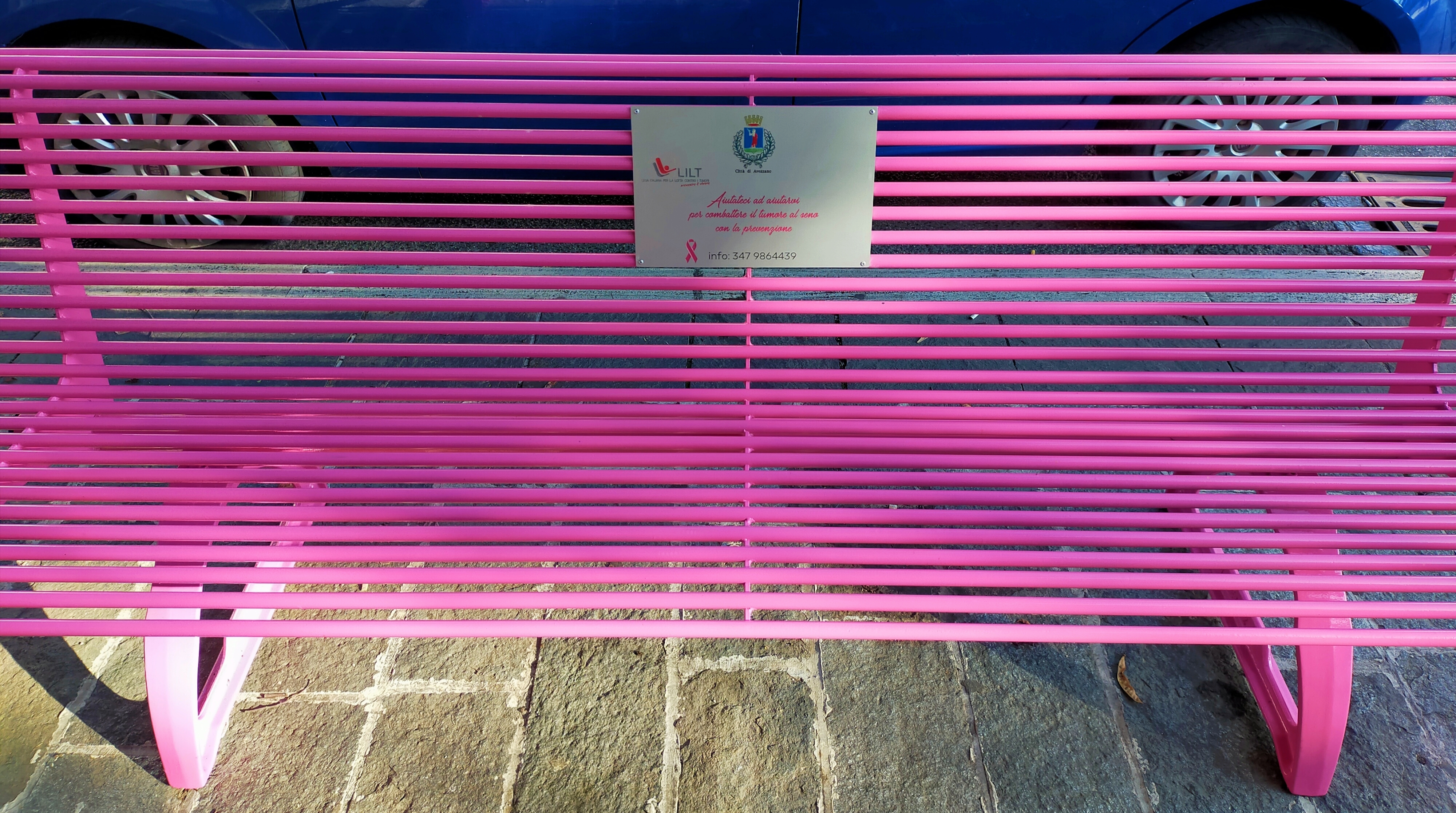
Panchina rosa della prevenzione oncologica ad Avezzano in Abruzzo

La LILT opera senza fini di lucro e ha come compito istituzionale primario la prevenzione oncologica.
Il suo impegno è dedicato principalmente a:
- prevenzione primaria: attività di formazione e sensibilizzazione soprattutto su abitudini e stili di vita (alimentazione, fumo, attività sportiva), sulla popolazione generale con particolare attenzione ad ambiti come quello scolastico.
- prevenzione secondaria: diagnosi precoce, visite ed esami, come caratteristico delle campagne di screening.
- prevenzione terziaria: supporto psico-sociale  alla persona che ha già avuto un evento patologico, sia al malato che alla sua famiglia, con azioni come riabilitazione post-chirurgica e fisioterapica, assistenza agli ammalati, ospitalità per gli ammalati ed i loro accompagnatori, campagne informative sul quadro tecnico-legislativo.
- supporto infrastrutturale al servizio sanitario: sostegno alla ricerca, formazione dei volontari.

## Riconoscimenti
Opera sotto l'alto patronato del Presidente della Repubblica, sotto la vigilanza del Ministero della Salute e si articola in comitati regionali di coordinamento. Nel 2003 ha ricevuto la Medaglia d'Oro al Merito della Salute Pubblica dal Presidente della Repubblica Carlo Azeglio Ciampi.